# Christopher Wesley
Christopher Wesley (Neurenberg, 23 juni 1987) is een Duits hockeyer. 
Wesley won tijdens de Olympische Spelen de gouden medaille door in de finale Nederland te verslaan. Tijdens de Olympische Spelen 2016 won Wesley met de Duitse ploeg de bronzen medaille won.

## Erelijst
- 2009 –  Europees kampioenschap in Amstelveen
- 2011 –  Europees kampioenschap in Mönchengladbach
- 2012 –  Olympische Spelen in Londen
- 2013 –  Europees kampioenschap in Boom
- 2014 – 6e Wereldkampioenschap in Den Haag
- 2015 –  Europees kampioenschap in Londen
- 2016 –  Olympische Spelen in Rio de Janeiro

Oskar Deecke · 
Florian Fuchs · 
Moritz Fürste · 
Martin Häner · 
Tobias Hauke · 
Oliver Korn · 
Maximilian Müller  · 
Jan-Philipp Rabente · 
Thilo Stralkowski · 
Max Weinhold · 
Christopher Wesley · 
Benjamin Weß · 
Timo Weß · 
Matthias Witthaus · 
Christopher Zeller · 
Philipp Zeller · 
Coach: Markus Weise
Linus Butt · 
Florian Fuchs · 
Moritz Fürste · 
Mats Grambusch · 
Tom Grambusch · 
Martin Häner  · 
Tobias Hauke · 
Timm Herzbruch · 
Nicolas Jacobi · 
Matthias Müller · 
Timur Oruz · 
Christopher Rühr · 
Moritz Trompertz · 
Niklas Wellen · 
Christopher Wesley · 
Martin Zwicker · 
Coach: Valentin Altenburg